# Paris élégant, le Bois de Boulogne
Paris élégant, le Bois de Boulogne è un cortometraggio muto del 1907. Il nome del regista non viene riportato nei credit del documentario della Pathé.

## Produzione
Il film fu prodotto dalla Pathé Frères.

## Distribuzione
La Pathé Frères, che importò il documentario - un cortometraggio di 185 metri - anche negli Stati Uniti, lo distribuì nelle sale francesi nel 1907 e in quelle USA il 28 dicembre 1907 con il titolo Elegant Paris.